# Projekt celowy
Projekt celowy – projekt, w wyniku którego powstaje nowy bądź zmodernizowany wyrób lub wdrożona nowoczesna technologia. Głównym celem programu jest stworzenie systemu umożliwiającego finansowanie badań naukowych, rozwinięcie zaplecza naukowo-badawczego oraz poszerzenie współpracy z podmiotami gospodarczymi. Projekty celowe kierowane są do małych i średnich przedsiębiorstw. Program został uruchomiony w 2001 roku na wniosek ówczesnego Ministra Nauki i Informatyzacji (obecne Ministerstwo Nauki i Szkolnictwa Wyższego), a realizacja działań została powierzona organizacji pozarządowej.

## Organizacja realizująca program projektów celowych
Realizacja programu „Projektów Celowych dla małych i średnich przedsiębiorstw” została powierzona Federacji Stowarzyszeń Naukowo-Technicznych Naczelnej Organizacji Technicznej. Federacja realizowała program w ramach I umowy w latach 2001-2005. Od 1 maja 2005 r. realizację powierzono nowo utworzonemu Centrum Innowacji NOT.
Centrum Innowacji NOT jest samodzielną organizacyjnie i finansowo jednostką Naczelnej Organizacji Technicznej, nie posiadającą osobowości prawnej. Z założenia Centrum Innowacji NOT jest samofinansującą się jednostką, a głównym źródłem finansowania są dotacje Ministra Nauki na pełną obsługę projektów celowych. Głównym celem działalności Centrum Innowacji NOT jest pomoc, wspieranie rozwoju innowacyjności przedsiębiorstw sektora MŚP, a także udzielanie informacji o możliwościach uzyskania pomocy ze środków budżetowych i unijnych, przeznaczonych na badania, rozwój i inwestycje. Realizacja wyznaczonego celu powoduje, że Centrum działa na rzecz nauki i techniki. Promuje kulturę techniczną poprzez tworzenie form współpracy nauki z gospodarką. Centrum Innowacji NOT popularyzuje osiągnięcia nauki, techniki oraz gospodarki i ich twórców.

## Etapy tworzenia projektu celowego
Na samym początku jest pomysł, myśl, idea, inicjatywa stworzenia nowego wyrobu. Bez pomysłu nie ma projektu celowego. Inicjatywa wyjścia z nowym rozwiązaniem i wdrożeniem go na rynek leży po stronie przedsiębiorcy. Aby zrealizować projekt celowy przedsiębiorca musi złożyć odpowiedni wniosek, w odpowiedniej instytucji, która wspiera realizację projektu. Następnie wniosek poddawany jest specjalnej ocenie przez Zespół Projektów Celowych. Jeśli Zespół uzna, że projekt spełnia wymogi projektu celowego, podpisywana jest umowa, na mocy której przyznawane są pieniądze na dofinansowanie części prac badawczo-rozwojowych. Prace badawczo-rozwojowe wykonywane są przez jednostki badawczo-rozwojowe, np. wyższe uczelnie techniczne. Prace  wdrożeniowe finansowane są ze środków własnych przedsiębiorcy. Kolejną częścią realizacji projektu celowego jest raportowanie. Przedsiębiorca zobowiązany jest do przekładania raportów rocznych z wykonywanych zadań wynikających z harmonogramu. Projekt celowy powinien być wdrożony na rynek. Rok po wdrożeniu przedsiębiorca musi sporządzić Raport Końcowy i przekazać go instytucji, z której uzyskał dofinansowanie. W raporcie muszą być zawarte informacje odnośnie do efektów uzyskanych ze zrealizowanego projektu celowego.

## Akty prawne
- Ustawa z dnia 20 lipca 2018 r. – Prawo o szkolnictwie wyższym i nauce (Dz.U. z 2018 r. poz. 1668)

## Kryteria uzyskania wsparcia w ramach programu projektów celowych
W ramach programu wnioskodawcy mogą ubiegać się o dofinansowanie prac badawczo-rozwojowych. Są to badania przemysłowe i badania przedkonkurencyjne. Wnioskodawcami mogą być samodzielni przedsiębiorcy, przedsiębiorcy wspólnie z jednostkami badawczymi lub przedsiębiorstwa tworzące konsorcja z liderem. Za realizację projektu oraz dysponowanie przyznanemu dofinansowaniu odpowiada mikro, małe lub średnie przedsiębiorstwo, które jest beneficjentem. Przyznana dotacja ma charakter bezzwrotny, a jej wielkość nie może przekraczać 70% nakładów na badania przemysłowe. Prace badawczo-rozwojowe są tylko w części finansowane z budżetu państwa. Warunkiem koniecznym na uzyskanie dofinansowania jest konieczność posiadania części środków własnych na prace badawczo-rozwojowe oraz środki niezbędne do wdrożenie projektu.

### Kryteria oceny projektu celowego[1].
- innowacyjność przedsięwzięcia,
- zapotrzebowanie na wynik projektu celowego,
- konkurencyjność wyniku projektu celowego,
- wpływ na rynek pracy,
- efektywność ekonomiczna przedsięwzięcia,
- znaczenie dla rozwoju regionu,
- zasadność planowania kosztów w stosunku do przedmiotu i zakresu przedsięwzięcia,
- możliwość wykonania badań i wdrożenia wyników projektu celowego,
- prawidłowość i ocenę wywiązania się wnioskodawcy projektu ze zrealizowanych uprzednio zadań finansowych ze środków finansowych na naukę.

## Wykonawcy projektów celowych
- jednostki badawczo-rozwojowe,
- wyższe uczelnie techniczne,
- placówki PAN,
- firmy innowacyjno-wdrożeniowe,
- sami wnioskodawcy.

## Wielkość dofinansowania projektów celowych
Dofinansowanie projektów jest bardzo zróżnicowane. Wynosi od 39 000 zł do 997 000 zł, a całkowita wartość projektów od 157 000 zł do 3 020 700 zł. Średnie dofinansowanie realizowanego projektu celowego wynosi 230 855 zł i stanowi 47,6% nakładów na prace badawczo-rozwojowe oraz 33,2% nakładów na cały projekt. W większości środki budżetowe na dofinansowanie projektów celowych trafiają do państwowych jednostek badawczych i publicznych wyższych szkół technicznych.  Okres realizacji projektów wynosi od 1 roku do 2 lat, lecz w niektórych przypadkach nie przekracza 12 miesięcy.

## Skutki ekonomiczno-społeczne zrealizowanych projektów

### Główne efekty ekonomiczno-społeczne projektów celowych
- wprowadzenie na rynek nowego wyrobu,
- uruchomienie nowoczesnej technologii,
- wzrost przychodów ze sprzedaży,
- przyrost zysku przedsiębiorstwa,
- wzrost zatrudnienia,
- poprawę konkurencyjności przedsiębiorstwa,
- zdobycie nowych rynków zbytu, poprzez wzrost eksportu,
- poprawę warunków pracy i ochrony środowiska.

### Statystyczne efekty ekonomiczno-społeczne projektów celowych
- przyrost przychodów ze sprzedaży w kwocie ok. 2 mln zł,
- przyrost zysku brutto o ok. 350 tys. zł,
- nowe miejsca pracy dla 2-3 osób[2]

### Literatura
- Daszkiewicz M.: Jednostki badawczo-rozwojowe jako źródło innowacyjności w gospodarce i pomoc dla małych i średnich przedsiębiorstw. PARP, Warszawa 2008
- Jankowska A.: Marek M.: Dopuszczalność pomocy publicznej, Uregulowania wspólnotowe i krajowe. C.H. Beck, Warszawa 2009
- Jasiński A.H.: Innowacje małych i średnich przedsiębiorstw w świetle badań empirycznych. Promocja XXI, Warszawa 2008
- Onak-Szczepaniak B.: Miejsce i rola sektora małych i średnich przedsiębiorstw w gospodarce Polski, Katedra Teorii Ekonomii Uniwersytetu Rzeszowskiego. Rzeszów 2008
- Rogut A., Piasecki B.: Główne kierunki polskiej innowacyjności. Podstawowe czynniki warunkujące kreowanie i powstawanie innowacji. Departament Koordynacji Polityki Strukturalnej Ministerstwa Rozwoju Regionalnego, Łódź 2010
- Wojciechowska B.: Projekty celowe Ministerstwa Nauki i Szkolnictwa Wyższego jako efektywny sposób wspierania prac badawczo-rozwojowych w powiązaniu z wdrażaniem wyników w przemyśle. Departament Badań na Rzecz Gospodarki, Warszawa 2010
- Żołnierski A., Tokaj-Krzewska A.: Pomoc publiczna – poradnik przedsiębiorcy. PARP, Warszawa 2003

### Raporty
- Działalność innowacyjna przedsiębiorstw w latach 2006-2009. GUS, Warszawa 2010
- Działalność przedsiębiorstw niefinansowych. GUS, Warszawa 2010
- System pomocy publicznej dla MŚP w Polsce – zapotrzebowanie małych i średnich przedsiębiorstw na pomoc publiczną. PARP, Warszawa 2005

### Czasopisma
- Newsletter Banku Pekao S.A. o funduszach Unii Europejskiej nr 11/12/13 (23-25), listopad/grudzień 2009 r./styczeń 2010